# Salah Sirong Jaya
Salah Sirong Jaya is een bestuurslaag in het regentschap Bireuen van de provincie Atjeh, Indonesië. Salah Sirong Jaya telt 654 inwoners (volkstelling 2010).